# Baykar Cezéri

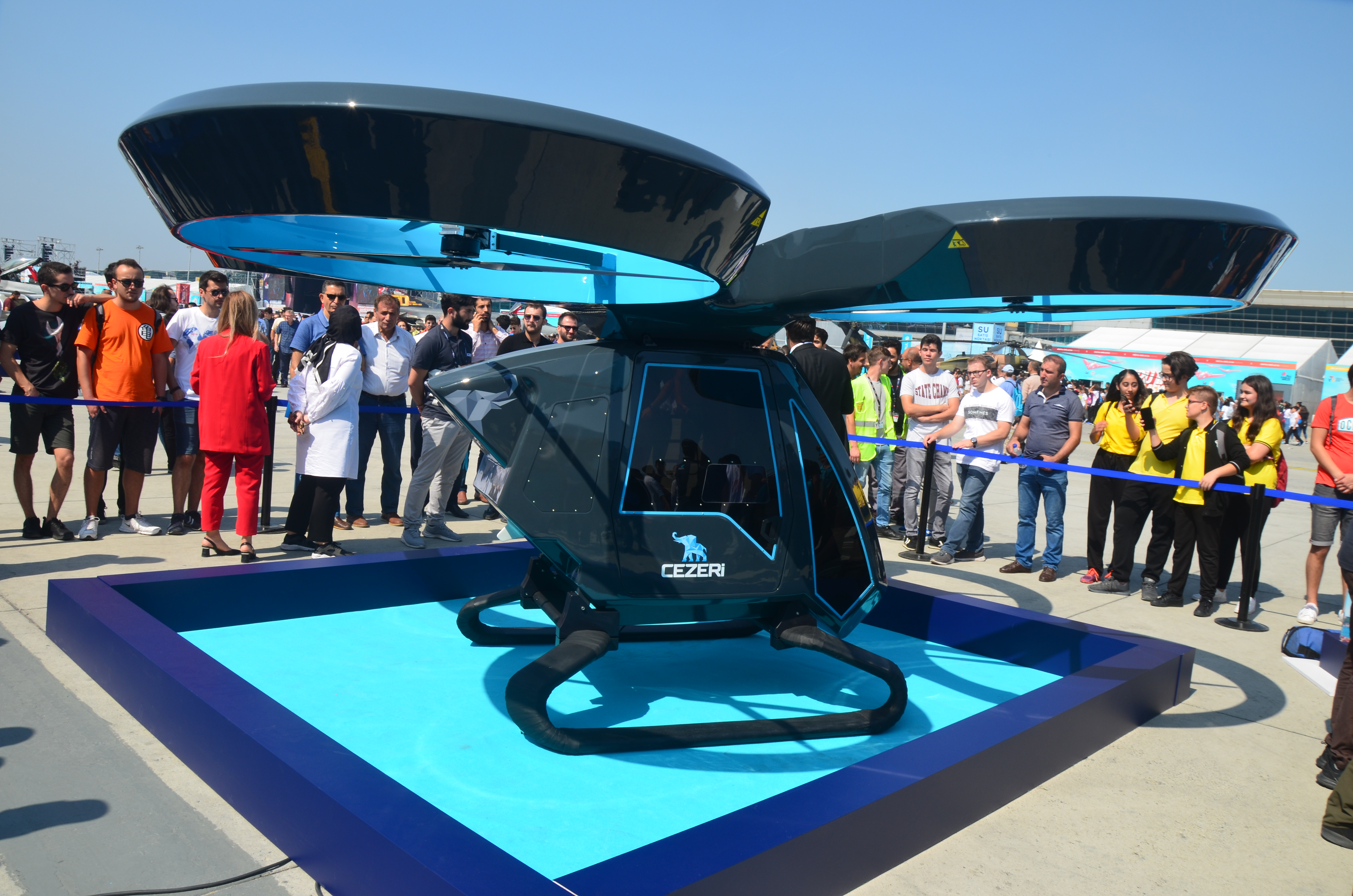
Prototype de quadricoptère Cezeri au Teknofest Istanbul 2019.

Baykar Cezeri est un quadricoptère développé par Baykar Unmanned Aerial Vehicle Systems Co. en Turquie. Il a été nommé d'après Ismail al-Jazari (1136-1206), un polymathe musulman : un érudit, inventeur, ingénieur en mécanique, artisan, artiste et mathématicien de Jazira en Mésopotamie. Le prototype lourd fait 230 kg et a effectué le vol inaugural en septembre 2020, environ un an après sa présentation au public lors du Teknofest Istanbul 2019.

## Vol inaugural autonome
Les premiers vols d'essai du quadricoptère ont eu lieu le 11 septembre 2020. Les premiers vols autonomes ont été réalisés attachés au sol avec des cordes pour des raisons de sécurité. Les deux essais en vol suivants ont été effectués en vol libre non lié le 14 septembre 2020. Tous les tests en vol autonomes ont été concluants. Le véhicule est monté à une hauteur de 10 m. 

## Caractéristiques
Le Cezeri décolle et atterrit à la verticale. Ses dimensions sont de 3.73 m × 4.07 m × 1,87 m. La masse maximale au décollage est 241 kg. Il est alimenté par huit batteries électriques rechargeables et propulsé par huit moteurs électriques à courant continu sans balais. Il dispose de trois systèmes de contrôle de vol intelligents de secours. Il est prévu que le véhicule ait une vitesse de service moyenne de 70–80 km/h avec un maximum 100 km/h et un plafond maximum à 2,000 m. L'autonomie devrait être d'environ une heure après l'avancée de la technologie des batteries.
Le véhicule a été conçu pour être utilisé dans le transport aérien urbain de personnes et de marchandises. La réalisation de son utilisation dans un environnement urbain peuplé peut prendre 10 à 15 ans alors que son utilisation comme véhicule récréatif dans les zones rurales peut être possible dans les 3 à 4 ans comme indiqué.